# Ies Keijzer
Izaak Johannes Pieter (Ies/Iz) Keijzer (Wemeldinge, 30 oktober 1933 – Oud-Beijerland, 3 september 2013) was een Nederlands politicus van de VVD.
Hij werd geboren in de Zeeuwse plaats Wemeldinge waar zijn vader, P.J. Keijzer, burgemeester was. Na het Christelijk Lyceum in Dordrecht doorlopen te hebben ging hij in 1952 werken op de gemeentesecretarie van Nieuw-Lekkerland. Na soortgelijke functies gehad te hebben bij de gemeenten Oud-Alblas en Puttershoek en de vervulling van zijn militaire dienstplicht bij de Koninklijke Marechaussee werd hij in 1957 bij de gemeente Berkel en Rodenrijs adjunct-commies op de afdeling financiën. Zes jaar later werd hij daar hoofd-commies en chef van de afdeling culturele zaken, voorlichting en sociale zaken.
In maart 1965 werd Keijzer benoemd tot burgemeester van de toenmalige Zuid-Hollandse gemeenten Benthuizen en Moerkapelle. Op dat moment was zijn vader burgemeester van Papendrecht en zijn schoonvader, H.R. Nieborg, burgemeester van Nieuw-Lekkerland.
In de gemeente Benthuizen liepen de spanningen die er toch al lange tijd waren, nog verder op toen twee wethouders en vijf ambtenaren gearresteerd werden nadat Keijzer in 1975 bij de politie aangifte had gedaan van verduistering. In februari 1977 volgde op zijn verzoek ontslag als burgemeester van Benthuizen al bleef hij wel aan als burgemeester van Moerkapelle. In 1978 gaf hij ook die functie op om burgemeester van Waalre te worden. In 1985 werd Keijzer burgemeester van Veghel wat hij tot zijn pensionering op 1 november 1998 zou blijven.
Ies Keijzer vervulde tal van nevenfuncties. Zo was hij voorzitter van de Landelijke Organisatie van Politie Vrijwilligers (LOPV), voorzitter van de Vereniging tot Behartiging van de Belangen van Burgemeesters en lid van het bestuur van de Koninklijke Nederlandse Vereniging voor Brandweer en Hulpverlening  (KNVBH). Ook stond hij aan de wieg van het Georganiseerd Overleg-burgemeesters, waar hij namens de VBBB jarenlang aan deelnam. Voor zijn verdiensten werd Keijzer benoemd tot Commandeur in de Orde van Oranje-Nassau en ontving hij het Kruis van Verdienste van de KNVBH.
Na zijn pensionering was Keijzer nog meerdere keren waarnemend burgemeester: van februari 1999 tot oktober 1999 in Vught, van december 1999 tot april 2000 in Aalburg in verband met ziekte van de burgemeester Mostert, van september 2000 tot de opheffing op 1 januari 2003 in Ravenstein en van juli 2004 tot maart 2007 in Zundert.
In Moerkapelle is een openbare basisschool naar hem vernoemd: de Burgemeester I.J.P. Keijzerschool.
In verzorgingshuis De Watersteeg in Veghel was ooit de recreatiezaal vernoemd naar Keijzer als de Burgemeester Keijzerzaal. Deze zaal is tijdens een verbouwing in 2009 echter verdwenen.